# Recéshátú csíkbogár
A recéshátú csíkbogár (Colymbetes fuscus) a rovarok (Insecta) osztályának a bogarak (Coleoptera) rendjéhez, ezen belül a csíkbogárfélék (Dytiscidae) családjához tartozó faj.

## Elterjedése
A recéshátú csíkbogár általánosan előfordul és gyakori.

## Megjelenése
A recéshátú csíkbogár 16-17 milliméter hosszú, teste viszonylag keskeny. Alapszíne sárgás. Feje fekete, elöl és két folt a fejtetőn vörösessárga, az előtor háta sárgásbarna, tövén nagy, elmosódott fekete folttal, szárnyfedői sötét sárgásbarnák, tövük és oldalszélük sárga, felületüket finom harántvonalkák sűrű hálózata díszíti. A lábak sárgásbarnák. Az elülső és hátulsó lábfejek első 3 íze a hímnél kiszélesedett, alsó oldalukon nagyszámú apró tapadókorong található.

## Életmódja
A recéshátú csíkbogár a kisebb állóvizek lakója.